# کارلوس گورپگوی
کارلوس گورپگوی (انگلیسی: Carlos Gurpegui؛ زادهٔ ۱۹ اوت ۱۹۸۰) بازیکن فوتبال اهل اسپانیا است.
از باشگاه‌هایی که در آن بازی کرده‌است می‌توان به باشگاه فوتبال اتلتیک بیلبائو و باشگاه فوتبال اتلتیک بیلبائو بی اشاره کرد.
وی همچنین در تیم‌های ملی فوتبال باسک و Navarre autonomous football team بازی کرده‌است.